# Laevophiloscia myrmecophila
Laevophiloscia myrmecophila là một loài chân đều trong họ Philosciidae. Loài này được Wahrberg miêu tả khoa học năm 1922.